# Augustus (titul)

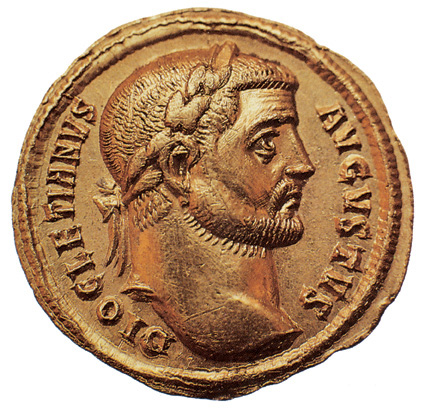
Mince císaře Diokleciána
(Nápis: Diocletianus Augustus)

Augustus (česky Vznešený) byl čestný titul, který od roku 27 př. n. l. do začátku 7. století byl součástí titulu římských a byzantských císařů. Poté od 9. do 20. století jej užívali i panovníci Svaté říše římské. Po jeho prvním nositeli Octavianu Augustovi je ve většině evropských jazyků označen měsíc srpen.

## Starověk
Titul byl poprvé udělen senátem zakladateli principátu, Gaiu Octavianovi, později známému jako Gaius Iulius Caesar Octavianus Augustus 16. ledna 27 př. n. l. Jeho nástupce Tiberius titul užíval, i když mu nebyl senátem udělen. Titul pak užívali všichni následující císařové počínaje Caligulou, kterým jej senát pravidelně uděloval, u císařů provolaných vojskem alespoň dodatečně.
Do konce 2. století byl titul vyhrazen jedině vládnoucímu císaři, počínaje Galbou se titul uděloval i určenému následníkovi. Od vlády Marka Aurelia titul užívalo dva i více nositelů současně. Diocletianus při reformě říše zavedl čtveřici vládců, tetrarchů (tetrarchie), dva augusty a dva caesary, po jednom pro obě poloviny říše. S výjimkou císaře Konstantina, který vládl sám, toto uspořádání platilo až do roku 480, kdy zemřel Julius Nepos, poslední uznávaný západořímský císař. Titul pak užívali pouze byzantští císařové, až ho Herakleios kolem roku 629 opustil a nazýval se pouze Basileos, král.

## Od středověku
Při obnovení západní říše Karlem Velikým roku 800 přijal císař i titul Augustus a nazýval se dále „Velký císař, udržitel míru, který vládne Římské říši“. Jeho nástupci užívali pouze titul Imperator augustus, aby se nedostali do konfliktu s Byzancí. Teprve Ota III. roku 999 zavedl i pro císaře středověké říše opět titul Romanorum Imperator Augustus, který pak užívali císaři Svaté říše římské až do jejího zrušení Napoleonem roku 1806. Rakouští císařové jej užívali až do roku 1918, obvykle ve zkratce IMP.AUG. Objevuje se také v kombinaci semper Augustus, překládané jako vždy rozmnožitel říše (viz původ slova).

## Původ slova
Ve starověkém Římě se titul chápal ve významu „vznešený“ a odvozoval se patrně od slova augur, titul kněze státního kultu. Když Karel Veliký užívání titulu roku 800 obnovil, chápal se jako odvozenina slovesa augere, rozšiřovat, zvětšovat, a do jiných jazyků (kupříkladu do francouzštiny jako acroisans) se pak proto překládal jako „(věčný) rozmnožitel říše“, německy „(allzeit) Mehrer des Reichs“. V tomto významu jej užívali středověcí římští a později i rakouští císařové.